# آش آبغوره
آش آبغوره یکی از غذاهای سنتی استان همدان است. مواد این آش را بلغور، برنج، لپه، گوجه‌فرنگی، رب گوجه‌فرنگی، پیاز، سیر، گوشت چرخ شده، سبزی آشی و آبغوره تشکیل می‌دهد.